# Cal Guitard
Guitard o Guitart és una masia del s.XVIII situada al barri de Coma del municipi de Cardona a la comarca catalana del Bages.
Es tracta d'una edificació residencial (460 m²) de planta baixa i una planta pis amb coberta a dos vessants. Al costat nord-oest de l'edificació es poden trobar cinc coberts aïllats.